# BOYS (フジファブリックのアルバム)
『BOYS』（ボーイズ）は、日本のバンド・フジファブリックのメジャー1枚目のミニアルバム。2015年6月24日、Sony Music Associated Recordsより発売。

## 概要
- 前作『LIFE』より10ヶ月ぶりのアルバム。3人体制としては初のミニアルバムとなる。
- 3人体制としては初めて、プロデューサーを迎えた楽曲制作が行われた。
- 初回盤には、限定特典として「アイスボールトレー」（製氷皿）が付属。特設サイトにおいては、金澤が考案したレシピも公開されている。[2]
- CD発売から1ヶ月半後の2015年8月8日には、LPレコードでの発売もなされた。

## 楽曲解説
Green Bird
プロデューサーに百田留衣を迎えて制作された。百田と山内は10代の頃から付き合いがあり、その縁で今回のプロデュースが実現した。また、かつて山内が組んでいたバンド「行待」のメンバーだった内田麒麟がチェロで参加している。
本作のリード曲的な位置にあり、全編アニメーションのPVが制作されたほか、後にフルアルバム『STAND!!』にも収録された。
夢みるルーザー
この曲にもPVが制作されている。

## 収録内容

### CD
| #  | タイトル                                                  | 作詞                 | 作曲                 | 編曲                       | 時間  |
| -- | --------------------------------------------------------- | -------------------- | -------------------- | -------------------------- | ----- |
| 1. | 「Green Bird」(TBS系テレビドラマ『となりの関くん』主題歌) | 山内総一郎、百田留衣 | 山内総一郎、百田留衣 | フジファブリック、百田留衣 | 5：06 |
| 2. | 「夢みるルーザー」                                        | 山内総一郎           | 山内総一郎           | フジファブリック           | 3：23 |
| 3. | 「夏の大三角関係」                                        | 山内総一郎、加藤慎一 | 山内総一郎           | フジファブリック           | 4：43 |
| 4. | 「マボロシの街」                                          | 加藤慎一             | 金澤ダイスケ         | フジファブリック           | 4：43 |
| 5. | 「ALONE ALONE ALONE」                                     | 山内総一郎           | 山内総一郎           | フジファブリック           | 3：44 |

### LP
- #1～#3がA面、#4・#5がB面。

| #  | タイトル                                                  | 作詞                 | 作曲                 | 編曲                       | 時間  |
| -- | --------------------------------------------------------- | -------------------- | -------------------- | -------------------------- | ----- |
| 1. | 「ALONE ALONE ALONE」                                     | 山内総一郎           | 山内総一郎           | フジファブリック           | 3：44 |
| 2. | 「夏の大三角関係」                                        | 山内総一郎、加藤慎一 | 山内総一郎           | フジファブリック           | 4：43 |
| 3. | 「夢みるルーザー」                                        | 山内総一郎           | 山内総一郎           | フジファブリック           | 3：23 |
| 4. | 「マボロシの街」                                          | 加藤慎一             | 金澤ダイスケ         | フジファブリック           | 4：43 |
| 5. | 「Green Bird」(TBS系テレビドラマ『となりの関くん』主題歌) | 山内総一郎、百田留衣 | 山内総一郎、百田留衣 | フジファブリック、百田留衣 | 5：06 |